# لورانس بول هورويتز
لورانس بول هورويتز (بالإنجليزية: Lawrence Paul Horwitz)‏ هو فيزيائي ورياضياتي أمريكي، ولد في 14 أكتوبر 1930 في نيويورك في الولايات المتحدة.